# Гараковце
Гараковце (словац. Harakovce) — село и одноимённая община в районе Левоча Прешовского края Словакии. В письменных источниках начинает упоминаться с 1272 года.

## География
Село расположено в юго-западной части края, в долине ручья Жегрица (бассейн реки Горнад), при автодороге 3219. Абсолютная высота — 603 метра над уровнем моря. Площадь муниципалитета составляет 5,27 км².

## Население
| Год:                | 1994 | 2004    | 2014     | 2024    |
| ------------------- | ---- | ------- | -------- | ------- |
| Количество человек: | 71   | 69      | 59       | 54      |
| Разница:            |      | −2,81 % | −14,49 % | −8,47 % |

По данным последней официальной переписи 2021 года, численность населения Гараковце составляла 58 человек.
Национальный состав населения (по данным переписи населения 2011 года):
| Национальность | Численность, человек |
| -------------- | -------------------- |
| словаки        | 66                   |

По данным переписи 2021 года, в конфессиональном составе населения преобладали католики (93,1 %).